# Мельников, Василий Емельянович
Васи́лий Емелья́нович Ме́льников (22 февраля [7 марта] 1917, д. Пушкари Черниговской губернии — 3 сентября 2000, Москва) — Герой Советского Союза (1955), майор (1953), Военный лётчик 1-го класса (1950).

## Биография
Родился 22 февраля (7 марта) 1917 года в деревне Пушкари Старосельской волости Мглинского уезда Черниговской губернии (ныне Почепский район Брянская область).
В 1933 году окончил 7 классов школы в городе Почеп, в 1934 году — школу ФЗУ в городе Унеча (Брянская область). В 1934—1936 годах работал помощником машиниста паровозного депо Фаянсовая (город Киров Калужской области), в 1936—1938 — слесарем на коксохимическом заводе в городе Сталино (ныне город Донецк, Украина). В 1938 году окончил Сталинский аэроклуб.
В армии с сентября 1938 года. До 1940 года служил в строевых частях ВВС (в Ленинградском и Забайкальском военных округах). В феврале 1942 года окончил Улан-Удэнскую военную авиационную школу лётчиков, в августе 1942 года — Магдагачинскую военную авиационную школу лётчиков. До ноября 1943 года служил в строевых частях ВВС (на Дальнем Востоке). В апреле 1944 года окончил Высшую офицерскую школу воздушного боя (город Люберцы Московской области).
Участник Великой Отечественной войны: в июне 1944 — мае 1945 — лётчик 32-го гвардейского истребительного авиационного полка. Воевал на 3-м Белорусском, 1-м Прибалтийском и 1-м Белорусских фронтах. Участвовал в освобождении Белоруссии и Прибалтики, Берлинской операции. Совершил 51 боевой вылет на истребителе Ла-5, в 10 воздушных боях сбил лично 1 самолёт противника.
После войны продолжал службу в ВВС (в Группе советских войск в Германии и Московском военном округе). В ноябре 1951 года по состоянию здоровья был отстранён от полётов на реактивных самолётах.
С декабря 1951 года служил командиром звена и заместителем командира авиаэскадрильи в 5-м учебно-тренировочном центре ВВС (посёлок Тёплый Стан, ныне в черте Москвы), в котором осуществлялось переучивание лётчиков на вертолёты. В числе первых освоил вертолёт Ми-4.
В марте 1954 года вместе с А. Ф. Бабенко был направлен в командировку для участия в высокоширотной полярной экспедиции «Север-6». С 15 апреля 1954 года по 7 апреля 1955 года обеспечивал дрейф полярной станции «Северный полюс-4». Выполнил несколько десятков полётов на вертолёте Ми-4 в условиях полярной ночи, над дрейфующими льдами, в сложнейших метеоусловиях.
За мужество и героизм, проявленные при выполнении первых полётов на вертолётах в условиях Арктики, указом Президиума Верховного Совета СССР от 29 августа 1955 года майору Мельникову Василию Емельяновичу присвоено звание Героя Советского Союза с вручением ордена Ленина и медали «Золотая Звезда».
В октябре — декабре 1955 года — командир авиаэскадрильи десантно-транспортного авиаполка. С декабря 1955 года майор В. Е. Мельников — в запасе.
Работал мастером и дежурным инженером на Саввинской насосной станции треста «Мосочиствод» (1959—1963), инженером-электриком на Западной зональной канализационной насосной станции (1964—1977).
Умер 3 сентября 2000 года. Похоронен на Южном Щербинском кладбище в Москве (участок №18).

## Награды
- Герой Советского Союза (25.08.1955);
- орден Ленина (25.08.1955);
- два ордена Отечественной войны 1-й степени (13.08.1944; 11.03.1985);
- орден Отечественной войны 2-й степени (18.05.1945);
- орден Красной Звезды (3.11.1953);
- медали.